# Campeonato Mundial de Baloncesto Femenino de 1959
El tercer Campeonato mundial de baloncesto femenino, organizado por la Federación Internacional de Baloncesto,  se celebró en Moscú entre el 10 y el 18 de octubre de 1959. Participaron solo 8 selecciones.
El campeón de esta edición fue el combinado de la Unión Soviética.

## Sede
| Ciudad |
| ------ |
| Moscú  |

## Países participantes
| Asia  | Europa          |
| ----- | --------------- |
| Corea | Bulgaria        |
|       | Checoslovaquia  |
|       | Hungría         |
|       | Polonia         |
|       | Rumania         |
|       | Unión Soviética |
|       | Yugoslavia      |

## Formato de competición
El torneo estuvo integrado por una única fase donde cada equipo jugaría un partido contra todos los demás, y el orden se establecería de acuerdo al número de partidos ganados por cada equipo. En caso de empate se tendría en cuenta al vencedor de los enfrentamientos directos entre los equipos empatados.

## Desarrollo del torneo: ronda única
|                   | Equipo          | Pts | PG | PP | PF  | PC  | Dif  |
| ----------------- | --------------- | --- | -- | -- | --- | --- | ---- |
| Medalla de oro    | Unión Soviética | 14  | 7  | 0  | 467 | 255 | 212  |
| Medalla de plata  | Bulgaria        | 13  | 6  | 1  | 403 | 318 | 85   |
| Medalla de bronce | Checoslovaquia  | 12  | 5  | 2  | 467 | 358 | 109  |
| 4.°               | Yugoslavia      | 10  | 3  | 4  | 317 | 395 | −78  |
| 5.°               | Polonia         | 10  | 3  | 4  | 362 | 370 | −8   |
| 6.°               | Rumania         | 9   | 2  | 5  | 312 | 371 | −59  |
| 7.°               | Hungría         | 9   | 2  | 5  | 323 | 431 | −108 |
| 8.°               | Corea           | 7   | 0  | 7  | 299 | 444 | −145 |

Jornada 1
| 10 de octubre, 11:00 | Checoslovaquia                     | 76–61       | Polonia                 | Moscú |  |
|                      | Marcador por tiempos: 48-32, 28-29 |             |                         |       |  |
|                      | Estadísticas Dagmar Hubalkova 29   | Reporte Pts | Estadísticas 19 A. Roga |       |  |

| 10 de octubre, 12:30 | Rumania                            | 52–41       | Corea                  | Moscú |  |
|                      | Marcador por tiempos: 24-18, 28-23 |             |                        |       |  |
|                      | Estadísticas Romfeld 17            | Reporte Pts | Estadísticas 12 Kim Ki |       |  |

| 10 de octubre, 19:00 | Bulgaria                           | 70–41       | Hungría                        | Moscú |  |
|                      | Marcador por tiempos: 43-18, 27-23 |             |                                |       |  |
|                      | Estadísticas Vanja Vojnova 13      | Reporte Pts | Estadísticas 12 Katalin Kovacz |       |  |

| 10 de octubre, 20:30 | Yugoslavia                         | 42–80       | Unión Soviética                     | Moscú |  |
|                      | Marcador por tiempos: 23-35, 19-45 |             |                                     |       |  |
|                      | Estadísticas Tatijana Krvavica 16  | Reporte Pts | Estadísticas 24 Valentina Kostikova |       |  |

Jornada 2
| 11 de octubre, 16:00 | Checoslovaquia                           | 55–38       | Rumania                  | Moscú |  |
|                      | Marcador por tiempos: 34-26, 21-12       |             |                          |       |  |
|                      | Estadísticas Helena Mazlova-Adamirova 14 | Reporte Pts | Estadísticas 15 Rakovica |       |  |

| 11 de octubre, 17:30 | Hungría                            | 49–48       | Yugoslavia                         | Moscú |  |
|                      | Marcador por tiempos: 24-25, 25-23 |             |                                    |       |  |
|                      | Estadísticas Jansone Parti 13      | Reporte Pts | Estadísticas 11 Milica Radovanovic |       |  |

| 11 de octubre, 19:00 | Polonia                            | 45–67       | Unión Soviética                     | Moscú |  |
|                      | Marcador por tiempos: 27-40, 18-27 |             |                                     |       |  |
|                      | Estadísticas Halina Bajer 12       | Reporte Pts | Estadísticas 19 Valentina Kostikova |       |  |

| 12 de octubre, 18:00 | Corea                              | 42–48       | Bulgaria                                     | Moscú |  |
|                      | Marcador por tiempos: 28-24, 14-24 |             |                                              |       |  |
|                      | Estadísticas Za Li Len 14          | Reporte Pts | Estadísticas 17 Dora Kuzova 17 Vanja Vojnova |       |  |

Jornada 3
| 12 de octubre, 19:30 | Rumania                            | 45–52       | Polonia                       | Moscú |  |
|                      | Marcador por tiempos: 30-27, 15-25 |             |                               |       |  |
|                      | Estadísticas Nikolescu 17          | Reporte Pts | Estadísticas 13 Alina Szostak |       |  |

| 12 de octubre, 21:00 | Unión Soviética                     | 51–29       | Hungría                                  | Moscú |  |
|                      | Marcador por tiempos: 25-15, 26-14  |             |                                          |       |  |
|                      | Estadísticas Nina Maksimelianova 13 | Reporte Pts | Estadísticas 5 Jansone Parti 5 Maria Lik |       |  |

| 13 de octubre, 19:00 | Yugoslavia                         | 50–47       | Corea                     | Moscú |  |
|                      | Marcador por tiempos: 27-24, 23-23 |             |                           |       |  |
|                      | Estadísticas Milica Radovanovic 24 | Reporte Pts | Estadísticas 13 Za Li Len |       |  |

| 13 de octubre, 20:30 | Bulgaria                             | 54–47       | Checoslovaquia                   | Moscú |  |
|                      | Marcador por tiempos: 27-24, 27-23   |             |                                  |       |  |
|                      | Estadísticas Todorka Calkaskanova 16 | Reporte Pts | Estadísticas 23 Dagmar Hubalkova |       |  |

Jornada 4
| 14 de octubre, 11:00 | Corea                              | 24–89       | Unión Soviética                     | Moscú |  |
|                      | Marcador por tiempos: 12-47, 12-42 |             |                                     |       |  |
|                      | Estadísticas Suk O Den 8           | Reporte Pts | Estadísticas 22 Nina Maksimelianova |       |  |

| 14 de octubre, 12:30 | Rumania                            | 37–64       | Bulgaria                      | Moscú |  |
|                      | Marcador por tiempos: 15-32, 22-32 |             |                               |       |  |
|                      | Estadísticas Kraus 12              | Reporte Pts | Estadísticas 12 Vanja Vojnova |       |  |

| 14 de octubre, 19:00 | Polonia                            | 62–40       | Hungría                       | Moscú |  |
|                      | Marcador por tiempos: 36-19, 26-21 |             |                               |       |  |
|                      | Estadísticas Aleksandra Roga 23    | Reporte Pts | Estadísticas 10 Csabane Koren |       |  |

| 14 de octubre, 20:30 | Checoslovaquia                     | 79–43       | Yugoslavia                                    | Moscú |  |
|                      | Marcador por tiempos: 45-21, 34-22 |             |                                               |       |  |
|                      | Estadísticas Dagmar Hubalkova 15   | Reporte Pts | Estadísticas 9 Gordana Baraga 9 Branka Ciprus |       |  |

Jornada 5
| 15 de octubre, 19:00 | Yugoslavia                         | 40–38       | Rumania                 | Moscú |  |
|                      | Marcador por tiempos: 22-13, 18-25 |             |                         |       |  |
|                      | Estadísticas Tatijana Krvavica 12  | Reporte Pts | Estadísticas 12 Kukuruz |       |  |

| 15 de octubre, 20:30 | Unión Soviética                     | 59–46       | Checoslovaquia                   | Moscú |  |
|                      | Marcador por tiempos: 28-24, 31-22  |             |                                  |       |  |
|                      | Estadísticas Nina Maksimelianova 17 | Reporte Pts | Estadísticas 10 Dagmar Hubalkova |       |  |

| 16 de octubre, 19:00 | Hungría                            | 62–57       | Corea                     | Moscú |  |
|                      | Marcador por tiempos: 27-31, 35-26 |             |                           |       |  |
|                      | Estadísticas Csabane Koren 14      | Reporte Pts | Estadísticas 18 Za Li Len |       |  |

| 16 de octubre, 19:00 | Bulgaria                           | 62–48       | Polonia                            | Moscú |  |
|                      | Marcador por tiempos: 31-20, 31-28 |             |                                    |       |  |
|                      | Estadísticas Vajna Vojnova 18      | Reporte Pts | Estadísticas 16 Romulada Olesevicz |       |  |

Jornada 6
| 17 de octubre, 11:00 | Polonia                            | 59–38       | Corea                     | Moscú |  |
|                      | Marcador por tiempos: 26-14, 33-24 |             |                           |       |  |
|                      | Estadísticas Aleksandra Roga 19    | Reporte Pts | Estadísticas 12 Ok Kim Ki |       |  |

| 17 de octubre, 12:30 | Rumania                            | 39–70       | Unión Soviética                               | Moscú |  |
|                      | Marcador por tiempos: 18-37, 21-33 |             |                                               |       |  |
|                      | Estadísticas Rakovica 11           | Reporte Pts | Estadísticas 17 Skaidrite Smildzinia-Budovska |       |  |

| 17 de octubre, 17:00 | Checoslovaquia                     | 80–53       | Hungría                       | Moscú |  |
|                      | Marcador por tiempos: 38-28, 42-25 |             |                               |       |  |
|                      | Estadísticas Dagmar Hubalkova 32   | Reporte Pts | Estadísticas 12 Csabane Koren |       |  |

| 17 de octubre, 18:30 | Bulgaria                           | 67–52       | Yugoslavia                        | Moscú |  |
|                      | Marcador por tiempos: 44-26, 23-26 |             |                                   |       |  |
|                      | Estadísticas Nitula Borisova 17    | Reporte Pts | Estadísticas 14 Cmiljka Kalusevic |       |  |

Jornada 7
| 18 de octubre, 12:00 | Corea                              | 50–84       | Checoslovaquia                           | Moscú |  |
|                      | Marcador por tiempos: 22-50, 28-34 |             |                                          |       |  |
|                      | Estadísticas Ok Kim Ki 13          | Reporte Pts | Estadísticas 19 Helena Mazlova-Adamirova |       |  |

| 18 de octubre, 13:30 | Hungría                            | 49–63       | Rumania                   | Moscú |  |
|                      | Marcador por tiempos: 24-42, 25-21 |             |                           |       |  |
|                      | Estadísticas Maria Kalo 11         | Reporte Pts | Estadísticas 18 Nikolescu |       |  |

| 18 de octubre, 15:00 | Yugoslavia                         | 42–35       | Polonia                            | Moscú |  |
|                      | Marcador por tiempos: 22-20, 20-15 |             |                                    |       |  |
|                      | Estadísticas Milica Radovanovic 11 | Reporte Pts | Estadísticas 16 Romulada Olesevicz |       |  |

| 18 de octubre, 16:30 | Unión Soviética                               | 51–38       | Bulgaria                      | Moscú |  |
|                      | Marcador por tiempos: 21-16, 30-22            |             |                               |       |  |
|                      | Estadísticas Skaidrite Smildzinia-Budovska 26 | Reporte Pts | Estadísticas 12 Vanja Vojnova |       |  |

## Clasificación final
| Pos. | Equipo          |
| ---- | --------------- |
| 1.°  | Unión Soviética |
| 2.°  | Bulgaria        |
| 3.°  | Checoslovaquia  |
| 4.°  | Yugoslavia      |
| 5.°  | Polonia         |
| 6.°  | Rumania         |
| 7.°  | Hungría         |
| 8.°  | Corea           |

## Plantilla del equipo ganador
- Unión Soviética:

Nina Maksimel'janova, Skaidrīte Smildziņa, Valentina Kostikova, Maret-Mai Otsa, Nina Poznanskaja, Raisa Michajlova, Ene-Lille Kitsing, Jūratė Daktaraitė, Nina Arciševskaja, Nina Erëmina, Galina Stepina, Helēna Bitnere. Seleccionador: Stepas Butautas